# Paulo Silvestrini
Paulo Silvestrini (1965), é um diretor brasileiro.

## Trabalhos[1]

### Como Diretor

#### Novelas
- 2025 - Vale Tudo (Direção artística)
- 2023 - Vai na Fé (Direção artística)
- 2017 - Malhação: Viva a Diferença (Direção artística)
- 2015 - A Regra do Jogo (Direção geral)
- 2014 - O Rebu
- 2013 - Joia Rara
- 2012 - Avenida Brasil
- 2010 - Tempos Modernos
- 2008 - A Favorita
- 2006 - Pé na Jaca
- 2005 - Bang Bang
- 2004 - Começar de Novo
- 2004 - Da Cor do Pecado
- 2002 - O Beijo do Vampiro
- 1998 - Torre de Babel
- 1997 - Malhação

#### Seriados
- 2019 - Eu, a Vó e a Boi (Direção artística)[2]
- 1999–2002 - Sandy & Junior (Direção geral)

#### Programas
- Brava Gente (Direção geral; Episódio "Como Educar Seus Pais")
- Por Toda Minha Vida (Direção geral; Episódio "Tim Maia")
- Amor & Sexo

#### Shows
- Sandy e Júnior 2002 (Direção artística)

### Como Assistente de direção

#### Minisséries na TV Globo
- Memorial de Maria Moura
- Engraçadinha: Seus Amores e Seus Pecados

#### Novelas
- Quatro por Quatro
- História de Amor
- Explode Coração